# Alexis Louis Trinquet
Alexis Louis Trinquet (Valenciennes, 6 agosto 1835 – Parigi, 1º aprile 1882) è stato un operaio francese.
Fu una personalità della Comune di Parigi.

## Biografia
Operaio, risiedette a Parigi dal 1850 e nel 1866 partecipò alla fondazione della società cooperativa L'Économie ouvrière. Nel 1869 appoggiò la candidatura di Henri Rochefort al Corpo legislativo e nel marzo del 1870 fu condannato a sei mesi di carcere per «grida sediziose» e detenzione di armi.
Liberato alla proclamazione della Repubblica, durante l'assedio di Parigi si arruolò nella Guardia nazionale e il 16 aprile 1871 fu eletto al Consiglio della Comune dal XX arrondissement, sedendo alla Commissione sicurezza. Fu favorevole alla creazione del Comitato di Salute pubblica.
Durante la Settimana di sangue combatté sulle barricate di Belleville. Arrestato dalle truppe di Versailles, fu condannato ai lavori forzati a vita da scontare nella Nuova Caledonia da dove cercò invano di evadere. Punito con la doppia catena, rifiutò di firmare la domanda di grazia.
Mentre era ancora detenuto, la circoscrizione di Belleville lo elesse il 13 giugno 1880 consigliere municipale di Parigi. Grazie all'amnistia votata l'11 luglio 1880 rientrò a Parigi, dove lavorò come ispettore della prefettura.